# Crepuscul (film)
Crepuscul (în engleză Near Dark) este un film american Western de groază din 1987. Este scris de Eric Red și Kathryn Bigelow și regizat de Kathryn Bigelow; cu actorii Adrian Pasdar, Jenny Wright, Bill Paxton, Lance Henriksen și Jenette Goldstein în rolurile principale. A avut încasări de 3,4 milioane $ la un buget de 5 milioane $.
În ciuda primirii negative, a devenit cu timpul un film idol.
Un tânăr cowboy este sedus de o fata nou-venită în oraș, dar aceasta se dovedește a fi un vampir.

## Distribuție
- Adrian Pasdar - Caleb Colton
- Jenny Wright - Mae
- Lance Henriksen - Jesse Hooker
- Bill Paxton - Severen
- Jenette Goldstein - Diamondback
- Joshua John Miller - Homer
- Marcie Leeds - Sarah Colton
- Tim Thomerson - Loy Colton
- Troy Evans - Plainclothes Police Officer
- Roger Aaron Brown - Cajun Truck Driver
- James LeGros - Teenage Cowboy
- Billy Beck - Motel Manager
- S.A. Griffin - Police Officer at Motel
- Neith Hunter - Lady in Truck
- Theresa Randle - Lady in Truck